# Формула Фултона — Фавро
Фо́рмула Фу́лтона — Фавро́ — предполагаемая процедура внесения поправок к Конституции Канады, разработанная федеральным министром юстиции Э. Дэви Фултоном и квебекским либералом Ги Фавро в 1960-е годы. Формула Фултона — Фавро имела конечной целью патриацию Конституции.

## Процедура внесения поправок
По этой формуле все провинции должны были одобрять поправки, которые относились бы к провинциальной компетенции, включая использование французского и английского языков, но если поправки касались только конкретного региона Канады, требовалось бы одобрение лишь соответствующих провинций. Для поправок, касающихся образования, необходимо бы было получить согласие двух третей провинций, заключавших в себе не менее половины населения страны, а также согласие федерального Парламента.

## Обсуждение
В ходе переговоров соглашение Фултона — Фавро вызвало ряд споров: например, принцип единодушия был назван «смирительной рубашкой», сильно затрудняющей изменение Конституции. Премьер-министр Саскачевана также утверждал, что споры о канадском федерализме, особенно об увеличении децентрализации, предложенном региональными лидерами вроде квебекского премьер-министра Жана Лесажа, угрожали сделать федеральное правительство бессильным вплоть до того «критического момента», когда Канада уже перестанет быть жизнеспособной сущностью. Лесаж в ответ утверждал, что он лишь выступает за полную реализацию законного значения Квебека и Французской Канады в составе Канады.
Лидер Новой демократической партии Томми Дуглас также выразил беспокойство, что, хотя патриация Конституции будет благоприятным событием, новая Конституция введёт принцип права собственности и гражданских прав. Тогда положения, связанные с этим полномочием, смогут быть изменены лишь единогласно, что потенциально угрожает развитию трудового законодательства, бесплатной медицинской помощи и других общественных учреждений.

## Наследие
Хотя эта формула была официально отвергнута в 1965 г., когда квебекский премьер-министр Лесаж отказался поддерживать её, в результате в 1982 г. со вступлением в силу Конституционного акта (1982) и патриацией канадской конституции был одобрен изменённый вариант этой процедуры.